# Iouri Iegorov
Pour les articles homonymes, voir Iegorov.
Iouri Pavlovitch Iegorov (russe : Ю́рий Па́влович Его́ров), né le 25 mai 1920 à Sotchi et mort le 27 février 1982 à Moscou, est un réalisateur et scénariste soviétique.

## Biographie
Il est né le 25 mai 1920 à Sotchi. En 1950, il est diplômé du VGIK (atelier de Sergueï Guerassimov et Tamara Makarova).
Toute la vie créative du réalisateur est liée au Festival du film pour enfants et adolescents du Studio Gorki à Moscou. Depuis 1962, il enseigne à la VGIK.
De 1964 à 1970, il dirige la Direction principale de la production de longs métrages du Goskino du Conseil des ministres de l'URSS.
Il est mort le 27 février 1982 d'une péritonite. Il est enterré au cimetière Vagankovo.

## Filmographie

### Réalisateur
- 1954 - Mer glaciale (ru) (Море студёное)
- 1956 - Ils étaient les premiers (ru) (Они были первыми)
- 1958 - Les Volontaires (ru) (Добровольцы)
- 1960 - Une histoire simple (Простая история)
- 1961 - Une mission (ru) (Командировка)
- 1963 - Si tu as raison... (ru) (Если ты прав...)
- 1971 - L'Homme de l'autre côté (ru) (Человек с другой стороны)
- 1973 - Au-delà des nuages : le ciel (ru) (За облаками — небо)
- 1975 - Là-bas, derrière l'horizon (ru) (Там, за горизонтом)
- 1980 - Un jour vingt ans après (ru) (Однажды двадцать лет спустя)
- 1982 - Pères et grand-pères (ru) (Отцы и деды)